# Municipio de Green (condado de Ross)
El municipio de Green (en inglés: Green Township) es un municipio ubicado en el condado de Ross en el estado estadounidense de Ohio. En el año 2010 tenía una población de 4918 habitantes y una densidad poblacional de 43,7 personas por km².

## Geografía
El municipio de Green se encuentra ubicado en las coordenadas 39°25′57″N 82°55′22″O / 39.43250, -82.92278. Según la Oficina del Censo de los Estados Unidos, el municipio tiene una superficie total de 112.54 km², de la cual 111,89 km² corresponden a tierra firme y (0,57 %) 0,64 km² es agua.

## Demografía
Según el censo de 2010, había 4918 personas residiendo en el municipio de Green. La densidad de población era de 43,7 hab./km². De los 4918 habitantes, el municipio de Green estaba compuesto por el 96,97 % blancos, el 1,2 % eran afroamericanos, el 0,24 % eran amerindios, el 0,39 % eran asiáticos, el 0,24 % eran de otras razas y el 0,96 % eran de una mezcla de razas. Del total de la población el 0,92 % eran hispanos o latinos de cualquier raza.